# Generał major lotnictwa
Generał major lotnictwa (ros. генерал-майор авиации) – stopień wojskowy w korpusie wyższych oficerów w Siłach Powietrznych ZSRR w latach 1940–1984; najniższy stopień generalski, kolejny wyższy to generał porucznik lotnictwa.